# Дуго језеро (Тверска област)
Дуго језеро (рус. Долгое озеро) речно је језеро типа мртваје у Бологовском рејону Тверске области, на северозападу европског дела Руске Федерације.
Представља остатак старог корита реке Мсте (притоке језера Иљмењ) од чије матице је данас удаљено између 100 и 500 метара.
Површина језера је свега 0,1 км², а максимална дубина до 5 метара.